# Grundtjärnen (Älvdalens socken, Dalarna, 678856-138571)
Grundtjärnen är en sjö i Älvdalens kommun i Dalarna och ingår i Dalälvens huvudavrinningsområde.